# Duvaliaranthus albostriatus
Duvaliaranthus albostriatus là một loài thực vật có hoa trong họ La bố ma. Loài này được Bruyns mô tả khoa học đầu tiên năm 1976.